# Poropanchax
Poropanchax – rodzaj ryb karpieńcokształtnych z rodziny piękniczkowatych (Poeciliidae).

## Klasyfikacja
Gatunki zaliczane do tego rodzaju:
- Poropanchax brichardi
- Poropanchax luxophthalmus
- Poropanchax myersi – błyskotek Myersa[3]
- Poropanchax normani
- Poropanchax pepo[4]
- Poropanchax rancureli
- Poropanchax scheeli
- Poropanchax stigmatopygus